# 케플러-452b
좌표:  19h 44m 00.89s, +44° 16′ 39.2″케플러-452b(Kepler-452b)는 지구에서 볼 때 백조자리 방향에 있는 외계 행성으로 태양과 비슷한 항성인 케플러 452를 돌고 있다. 케플러 우주 망원경에 의해 관측된 데이터로 2015년 7월 23일 NASA가 존재를 발표했다. 이 행성은 슈퍼 지구 중에서 태양과 비슷한 G형 주계열성을 도는 외계 행성임이 유력한 최초 천체이다. 지구 유사성 지수에 따르면 2015년 7월 말까지 발견된 외계행성 중 여섯 번째로 지구와 비슷한 천체이다. 반경은 지구의 약 1.6배 정도로 추측된다. 이 행성과 지구와의 거리는 약 1,400 광년으로 뉴 허라이즌스의 속도(약 시속 5만 9천 킬로미터)로도 도달하는 데 약 2천 6백만 년 걸린다..

## 물리적 특징
b는 어머니 별을 385일 걸려 한 바퀴 돈다. 반지름은 지구보다 60 퍼센트 크고 어머니 별의 생물권(보수적으로 계산한 범위) 안에 자리하고 있다.
질량은 대략 지구의 다섯 배 정도로 보이며 표면 중력은 지구의 두 배이다. 그러나 행성의 조성물이 무엇인지 정확히 모르기 때문에 상기 값들은 추측치일 뿐이다. 만약 b가 지구와 같이 표면이 딱딱한 행성이라면 슈퍼지구일 것이며 질량이 크고 밀도도 높기 때문에 표면은 화산 활동이 활발할 것이다. 행성에 구름이 있다면 짙고 두꺼워서 우주에서 바라볼 때 그 표면 대부분을 가릴 것이다. b 표면에서 바라본 어머니 항성 케플러 452는 우리가 바라보는 태양과 매우 비슷하게 보일 것이다.
b가 암석으로 이루어졌는지 작은 가스행성인지는 확실하지 않으나 반지름이 작음을 고려하면 암석행성으로 추측해도 큰 무리가 없을 것이다. 행성에 생명체가 살만한 환경이 조성되어 있는지는 불확실하다. b는 태양과 비슷한 G형 주계열성을 돌고 있으며 어머니 별은 질량과 표면온도가 태양과 거의 비슷하다. 그러나 케플러 452는 태양보다 15억 년 더 늙었으며 광도가 태양보다 20퍼센트 높다. 항성진화 이론 관점에서 케플러-452 b는 현재 지구가 태양으로부터 받는 열보다 10퍼센트 더 많은 에너지를 받고 있다. 만약 b가 암석으로 이루어졌다면 온실효과가 일어나 지금의 금성과 같이 척박한 환경이 되었을 것이다.
| 지구와 비슷한 외계 행성들 – 케플러 우주 망원경 제공.                                                                                    |
| --- |
| 그림의 천체들은 케플러 망원경이 찾아낸 외계 행성들 중 생물권 내를 돌고 있는 것들이다. 행성들은 잘 보이도록 실제 크기의 25배로 표현했다. |

## 자료 사진
- 케플러 452 행성계를 태양계 내행성대, 케플러 186 행성계와 비교한 그림. 초록색 띠는 생명체 거주가능 영역이다.
- 케플러 452b와 지구를 비교한 그림. b는 지구보다 반지름이 60% 크다.
- 지구와 비슷한 조건을 갖춘 외계행성과 케플러 452b의 위치를 비교한 그림. 452b는 생물권 안쪽 경계 부분에 걸쳐 있다.